# Texas School Book Depository

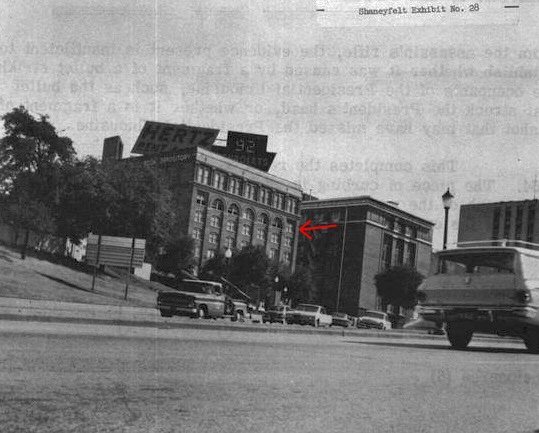
Das Texas School Book Depository. Der Pfeil markiert die Stelle, von der aus das Attentat auf John F. Kennedy verübt worden sein soll.

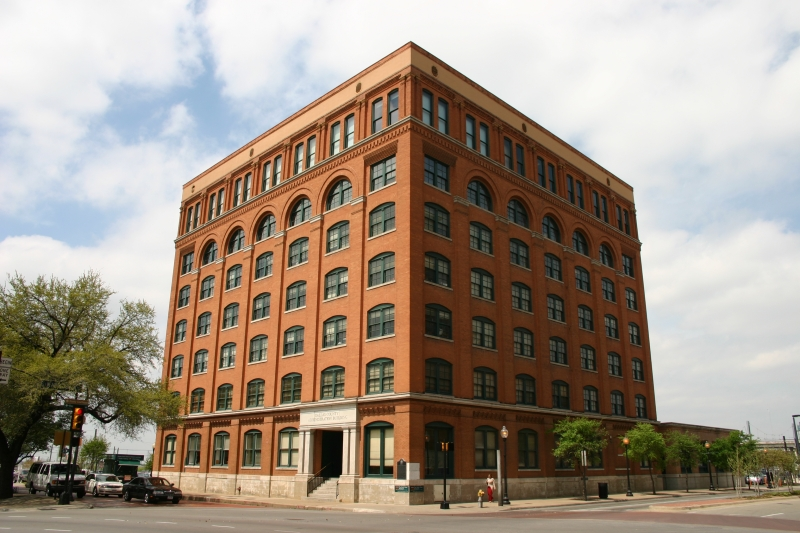
Das Gebäude im Jahre 2005

Texas School Book Depository (TSBD) ist der ehemalige Name eines Lager- und Bürogebäudes an der Dealey Plaza im Stadtzentrum von Dallas, Texas. Laut dem Bericht der Warren-Kommission soll Lee Harvey Oswald am 22. November 1963 aus einem Fenster des fünften (nach amerikanischer Zählweise: sechsten) Stockwerks den amerikanischen Präsidenten John F. Kennedy erschossen haben.

## Geschichte
Der sechsstöckige Backsteinbau wurde 1901 im Stile der Neuromanik errichtet. Am 4. Juli 1939 erwarb es der Erdöl-Millionär David Harold Byrd (1900–1986), der es 1961 grundlegend renovieren ließ. In den ersten vier Stockwerken wurden Trennwände, Teppichböden, Klimaanlagen und ein neuer Personenaufzug hinzugefügt.
Zum Zeitpunkt des Attentats diente das Gebäude als einer von zwei Lagerorten für Schulbücher des Bundesstaates Texas. Auf dem Dach des Gebäudes befand sich eine Werbetafel der Firma Hertz mit einer großen Digitaluhr.
Nach einem Hinweis der befreundeten Ruth Paine wurde der arbeitssuchende Lee Harvey Oswald dort am 15. Oktober 1963 eingestellt, am Tag darauf nahm er die Arbeit auf. Nach Darstellung der offiziellen Untersuchungskommission feuerte er dann am 22. November 1963 drei Schüsse auf die Wagenkolonne des amerikanischen Präsidenten John F. Kennedy ab, die sich unmittelbar vor dem Gebäude auf der Elm Street befand. Kennedy wurde von zwei Kugeln tödlich getroffen.
Die Polizei begann 90 Sekunden nach den Schüssen, das Gebäude nach dem Täter zu durchsuchen. Der Motorradpolizist Marion Baker traf Oswald in der Kantine auf der ersten Etage an. Nachdem Roy Truly, der Geschäftsführer des TSBD, dem Polizisten erklärte, dass Oswald ein Angestellter des Hauses sei, ließ dieser von ihm ab. Oswald verließ das Gebäude kurze Zeit später durch den Haupteingang.
1970 verließ das Schulbuchlager das Gebäude, welches an den Musikproduzenten Aubrey Mayhew versteigert wurde. 1977 ging das Texas School Book Depository in den Besitz des Dallas County über. Die ersten fünf Etagen wurden nach einer Renovierung des Gebäudes ab 1981 als normale Büroräume der Countyverwaltung genutzt. Die oberen zwei Etagen beherbergen seit 1989 das so genannte Sixth Floor Museum, das die Geschehnisse der Kennedy-Ermordung anhand von Original-Exponaten und Texten aufarbeitet. Das Texas School Book Depository ist Contributing Property des Dealey Plaza Historic Districts, der im April 1993 als Historic District in das National Register of Historic Places eingetragen wurde und sechs Monate später zusätzlich den Status eines National Historic Landmarks zuerkannt bekam. Außerdem ist das Gebäude Teil des West End Historic Districts, der im November 1978 kreiert wurde.